# Оссонвиль, Шарль Луи д’
Шарль Луи Бернар де Клерон, граф д’Оссонвиль (фр. Charles Louis Bernard de Cléron, comte d'Haussonville; 1 ноября 1770, Париж — 1 ноября 1846, Гюрси-ле-Шатель (Сена и Марна) — французский придворный и государственный деятель, пэр Франции.

## Биография
Сын главного волчатника Франции графа Жозефа Луи д’Оссонвиля (1737—1806) и Антуанетты-Марии де Ренье де Герши (1748—1847).
Ещё в ранней юности был принят при дворе Людовика XVI, в 1784 году получил чин лейтенанта в полку Арманьяка. В 1785-м был капитаном в кавалерийском полку.
Во время Великой французской революции его отец стал сторонником новых идей, но, тем не менее, дал Шарлю Луи 300 луидоров и приказал вступить в армию принцев. 2 октября 1791 д’Оссонвиль эмигрировал и присоединился к войскам роялистов. После роспуска армии уехал в Дюссельдорф, затем командовал ротой гусар Зальма в Голландии.
После вторжения Пишегрю в Голландию д’Оссонвиль перебрался в Англию, в 1795 году был направлен в Вандею для установления связи с мятежниками, но миссия провалилась.
Вернулся во Францию во время консульства в 1800 году. Стал штабным полковником и камергером Наполеона I. Отличился в кампаниях 1806—1807; 27 сентября 1810 был возведен в достоинство графа империи.
Весной 1814 сопровождал императрицу Марию-Луизу в Блуа и помешал братьям Наполеона силой увезти её на другой берег Луары.
Поддержал реставрацию, был назначен офицером в роту серых мушкетеров королевской гвардии и в составе эскорта сопровождал Людовика XVIII до границ Бельгии. Во время Ста дней оставался в замке Гюрси по приказу Наполеона.
17 августа 1815 стал членом палаты пэров. В 1817 году стал графом-пэром. Проявил себя как защитник конституционной монархии, голосовал за казнь маршала Нея. Находился в оппозиции кабинету Жозефа Виллеля, для борьбы с которым образовал так называемые «объединения Мортемара». После образования кабинета Мартиньяка стал секретарем Палаты пэров.
Во время Июльской революции пытался убедить генерального наместника королевства сохранить трон для внука Карла X. 2 августа 1830 направил Луи Филиппу письмо с призывом передать трон Генриху V. Его голос не был услышан, и новый король оставил это проявление нелояльности без последствий: д’Оссонвиль принес ему присягу и сохранил место в палате пэров, но больше не занимался политикой.

## Семья
Жена (10.10.1801): Жанна Мария Тереза Фалькос де ла Бланш (1772—1853)
Сын:
- Жозеф Отнен Бернар де Клерон, граф д’Оссонвиль (1809—1884)